# Margaret Fell
Margaret Fell, född Margaret Askew, 1614 i Lancashire i England, död 23 april 1702 i Swarthmoor, var en brittisk kväkare. Hon var en av grundarna till Religious Society of Friends och kallades för Kväkarnas moder.

## Biografi
Margaret Fell var dotter till John Askew och Margaret Pyper och växte upp på godset Marsh Grange i församlingen Kirkby Ireleth. 18 år gammal gifte hon sig med advokaten Thomas Fell och blev husfru på Swarthmoore Hall.
Thomas Fell blev fredsdomare i Lancashire 1641 och medlem i Långa parlamentet 1645, men lämnade sin post två år senare i protest mot Oliver Cromwells politik. För Margaret Fell och hennes man var religionen viktig och deras hem var öppet för olika religiösa rörelser. År 1652 kom George Fox på besök och hon blev ivrig anhängare av kväkarna.
Thomas Fell var mer tveksam, men stödde helt sin hustru. Swarthmoore Hall blev en mötesplats och tillflyktsort för kväkarna.
Margaret Fell ärvde Swarthmoore Hall 1658 då hennes man dog. Året därpå arresterades Georg Fox anklagad för förräderi och fängslades och sattes Lancasters slottshäkte. Margaret Fell reste till London för att söka upp Kung Karl II och försöka få Fox frigiven.

### Lagen om konformism
År 1662 stiftade parlamentet en serie lagar mot protestantiska kyrkor, vilket också drabbade kväkarna. Två år senare genomsöktes Swarthmoore Hall och Fox arresterades åter. Även Margaret Fell arresterades. Vid en rättegång 1664 dömdes hon till livstids fängelse och förlust av egendom. På kungens befallning förlänades Swarthmoore Hall till hennes son George (som ej var kväkare).

### Senare liv
Med kungens välsignelse gifte sig Margaret Fell med George Fox 1669. Men de närmaste sex åren arresterades Fell flera gånger och hamnade i fängelse. Fox åkte in och ut ur fängelse resten av sitt liv och dog 1691. Margaret Fell levde resten av sitt liv i stillhet på Swarthmoor och dog 1702.

## Kväkarnas fredsvittnesbörd
Margaret Fell skrev brev till Kung Karl och de blev grunden till kväkarnas första formulerade fredsvittnesbörd.
På vilket sätt har vi förolämpat någon människa annat än genom att vi tillber Gud i Anden? Och på grund av detta är vi föremål för hänsynslösa mäns grymhet … Vi är ett folk som söker det som skapar fred, kärlek och endräkt. Det är vår längtan att andras fötter följer våra. Vi tar avstånd från och vittnar mot alla stridigheter, krig och motsättningar som härstammar från det som utkämpas inom människorna och som krigar mot själen, vilken vi väntar på och ger akt på i alla människor. Vi älskar och vill det goda för alla.